# Asia Rugby Women's Championship 2019
L’Asia Rugby Women’s Championship 2019 fu il 5º campionato asiatico di rugby a 15 femminile di seconda divisione.
Organizzato da Asia Rugby, si tenne a Manila con la formula a eliminazione diretta della Final Four tra Cina (al suo rientro nel rugby a 15 internazionale dopo 8 anni), India, Singapore e le padrone di casa delle Filippine.
Il torneo si tenne tra il 19 e il 22 giugno 2019 e la squadra vincitrice fu la Cina, che in finale batté le Filippine.
Per le cinesi si trattò del ritorno nella competizione a otto anni dall'ultima apparizione, e alla seconda vittoria assoluta dopo quella del 2009.
L'India guidata in panchina dal sudafricano Naas Botha, in corso di torneo, vinse la sua prima partita di sempre, la finale per il terzo posto contro Singapore.
Il torneo costituì anche il preliminare delle qualificazioni asiatiche alla Coppa del Mondo 2021: la vincitrice del torneo 2019, infatti, avrebbe dovuto spareggiare contro il Kazakistan per decidere la squadra destinata a proseguire il cammino di qualificazione alla Coppa del Mondo.

## Formula
Il torneo si svolse con il metodo dell'eliminazione diretta.
Nella prima giornata di torneo si tennero le semifinali, mentre nella seconda la finale per il terzo posto tra le sconfitte della semifinale e quella per il titolo tra le vincenti.
Tutte le gare si svolsero al Southern Plains Stadium di Manila, capitale delle Filippine.

## Squadre partecipanti
- Cina
- Filippine
- India
- Singapore

## Incontri
|  | Semifinali | Semifinali | Semifinali |           |      | Finale 3º posto | Finale 3º posto | Finale 3º posto |  |
|  |            |            |            |           |      |                 |                 |                 |  |
|  | Singapore  | Singapore  | 7          |           |      |                 |                 |                 |  |
|  | Singapore  | Singapore  | 7          |           |      |                 |                 |                 |  |
|  | Cina       | Cina       | 59         |           |      |                 |                 |                 |  |
|  | Cina       | Cina       | 59         |           | Cina | Cina            | 68              |                 |  |
|  |            |            |            |           | Cina | Cina            | 68              |                 |  |
|  |            |            | Filippine  | Filippine | 0    |                 |                 |                 |  |
|  | Filippine  | Filippine  | Filippine  | Filippine | 0    | 32              |                 |                 |  |
|  | Filippine  | Filippine  |            |           |      | 32              |                 |                 |  |
|  | India      | India      | 27         |           |      | Finale          | Finale          | Finale          |  |
|  | India      | India      | 27         |           |      |                 |                 |                 |  |
|  |            |            |            |           |      |                 |                 |                 |  |
|  |            |            |            |           |      | Singapore       | Singapore       | 19              |  |
|  |            |            |            |           |      | Singapore       | Singapore       | 19              |  |
|  |            |            |            |           |      | India           | India           | 21              |  |

### Semifinali
| Arbitro: | Madille Salinas |

|          |      |                                                     |
| Woo 20’  | mt   | 14’, 39’ Zhou 28’, 59’, 68’ Wang 30’, 56’, 70’ Chen |
| Phua 20’ | tr   | 28’, 30’, 39’, 59’, 70’ Chen                        |
|          | c.p. | 3’, 23’, 52’ Chen                                   |

| Arbitro: | Christabelle Lim |

|                                                            |    |                                                 |
| Denuyo 10’ Sobejana 23’, 30’ Jami 47’ Idea 58’ Indigne 75’ | mt | 16’ Bharucha 35’, 52’ Kumari 42’ Mahji 80’ Bera |
| Ono 47’                                                    | tr | 80’ Hembram                                     |

### Finale per il 3º posto
| Arbitro: | Subhadra Kato |

|                       |      |                          |
| Phua 27’ Woo 54’, 73’ | mt   | 7’ Kumari 13’ Yadav      |
| Phua 27’ Ong 73’      | tr   | 13’ Hembram              |
|                       | c.p. | 35’ Mahji 65’, 76’ Nayak |

### Finale
| Arbitro: | Ai Yoshida |

|                                                                                    |    |  |
| Chen 5’, 7’ Lu 13’, 16’ Zhou 24’, 46’ Wang 27’, 40+3’ Yin 50’ Zhai 53’, 72’ Ma 74’ | mt |  |
| Chen 5’, 24’, 27’ Wang 72’                                                         | tr |  |